# Лабинское сельское поселение
Лабинское сельское поселение — муниципальное образование в Юргинском районе Тюменской области.
Административный центр — село Лабино.

## География
206 км от г.Тюмени

## История
Село Лабино впервые упомянуто в документах Кургано-Ялуторовской поземельно-устроительной партии в 1858 году.
Лабинский сельский совет образован в конце 1919 году Лабинской волости Ялуторовского уезда.
В настоящее время Лабинское сельское поселение является муниципальным образованием, состоящим из трех населенных пунктов – с. Лабино, д. Малая Трошина, д. Чуманова. Территория сельского поселения входит в состав Юргинского муниципального района.
Административным центром сельского поселения является село Лабино. Сельское поселение имеет официальные символы: герб, флаг, отражающие исторические, культурные, национальные и иные местные традиции.

## Состав поселения
В состав сельского поселения входят: 
- село Лабино
- деревня Малая Трошина
- деревня Чуманова

На территории поселения проживает 500 человек, из них в д. Чуманова – 59 человек, в д. Малая Трошина – 84 человека.
Многие жители села имеют награды за труд. Сложились трудовые династии Добрыниных, Комаровых, Дежневых, Аверочкиных, Пинигиных.